# مهرداد دوم، پادشاه پنتوس
مهرداد دوم (به یونانی Mιθριδάτης) سومین پادشاه پونتوس و پسر آریوبرزن ۳ قرن پیش از میلاد می‌زیست.
وقتی که او کوچک بود پدرش مرد، اما زمان تولدش را نمی‌توان تعیین نمود. به نظر می‌رسد که باید او سالها پیش از سال ۲۴۰ قبل از میلاد متولد شده‌است. چند ماه پس از تولد او قبایل گول‌ها در سال ۲۲۲ پیش از میلاد به پدر او حمله کرد و او را عقب راند. پس از رسیدن به بلوغ، لائودیس خواهر سلوکوس دوم با او به عنوان تضمین ازدواج می‌کند. در نهایت، مهرداد، سلوکوس را در یک نبرد بزرگ در آنقره در ۲۳۹ سال قبل از میلاد شکست داد که به موجب آن سلوکوس بیست هزار نیروی خود را از دست داده و پا به فرار گذاشت. در سال ۲۲۲ پیش از میلاد، مهرداد دختر خود لائودیس را به ازدواج شاه سلوکی، آنتیوخوس سوم درآورد.
در سال ۲۲۰ پیش از میلاد، مهرداد به شهرستان ثروتمند و قوی سینوپه اعلام جنگ کرد. با این حال، او قادر به شکست دادن آن نشد و خود را تضعیف کرد و این شهرستان به دست پادشاهان پنتوس تا ۱۸۳ سال قبل از میلاد سقوط نمی‌کند. تاریخ مرگ او کاملاً ناشناخته است.